# تهتیتورنینوری

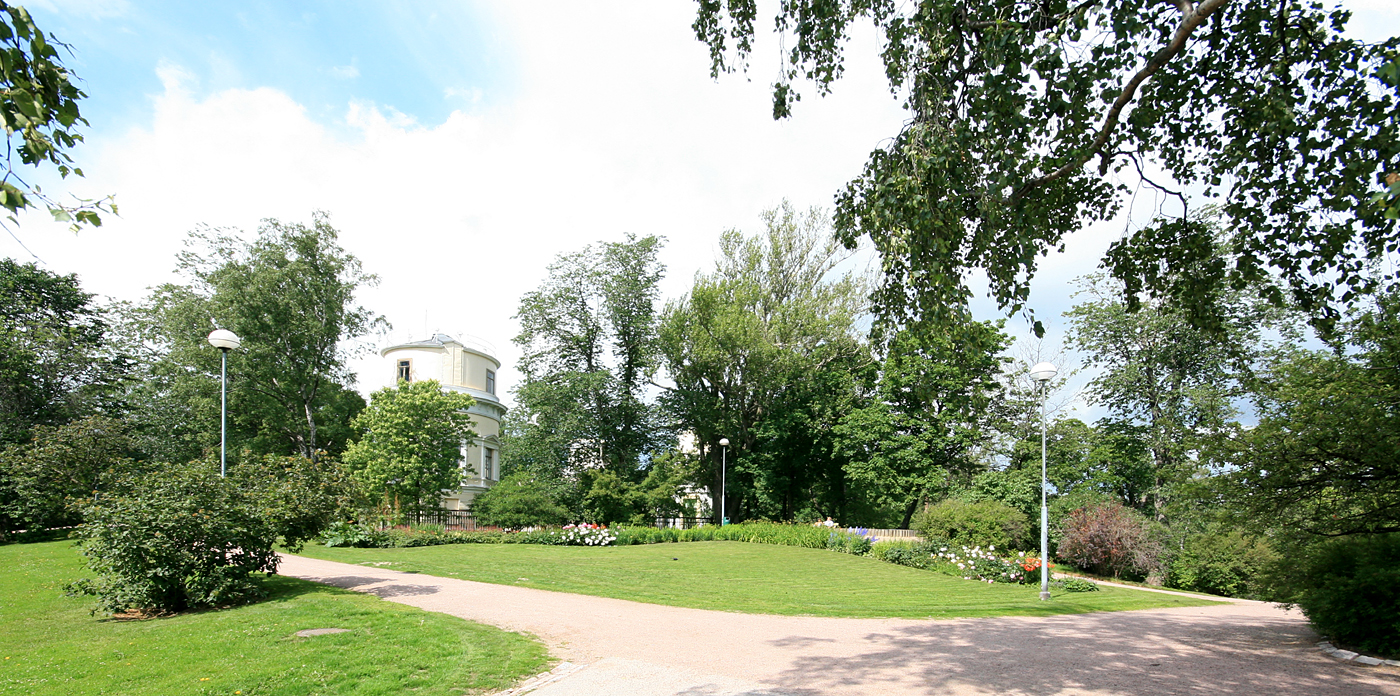
تَهْتیتورْنینْوری

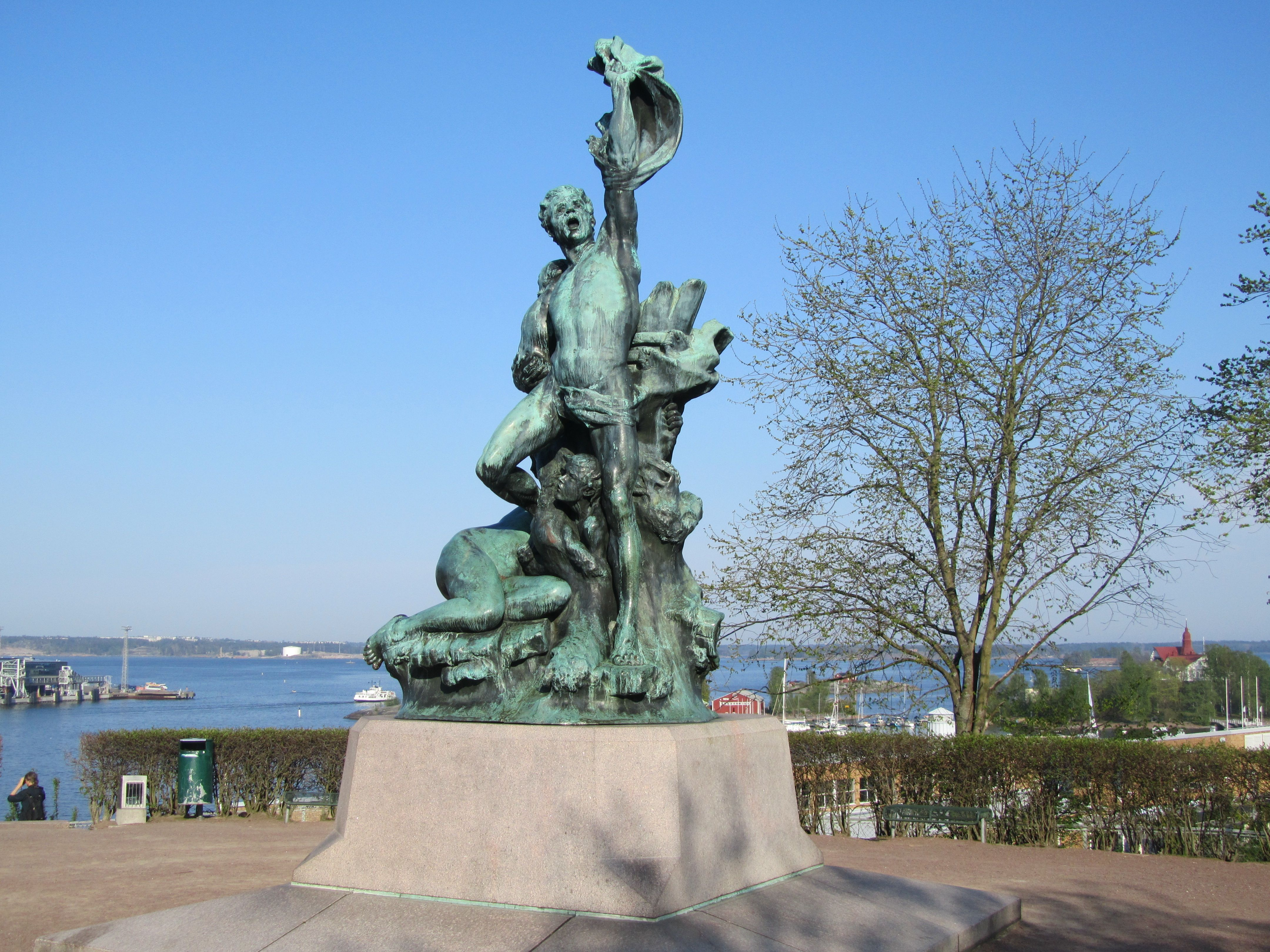
مجسمه کشتی غرق شده

تَهْتیتورْنینْوری یا تَهْتیتورْنینْ‌ماکی (سوئدی: Observatorieberget/Observatoriebacken؛ به معنی: تپه رصدخانه) یک تپه سنگی به ارتفاع حدود ۳۰ متر در اولْلانْلینْنا، هلسینکی، در کنار بندر جنوبی است. این تپه بیشتر یک پارک است، اما چند ساختمان عمومی نیز در محوطه آن وجود دارد.
در بالای تپه، در انتهای جنوبی مسیر خیابان اونیونینْکاتو، رصدخانه دانشگاه هلسینکی قرار دارد که در سال ۱۸۳۴ تکمیل شد و به نام برج‌های رصدخانه نامگذاری شده‌است. امروزه رصدخانه به عنوان یک مرکز عمومی برای نجوم عمل می‌کند و کاربرد تحقیقاتی ندارد.
در گذشته، رصدخانه در نقطه پایانی اونیونینْکاتو تا کلیسای کالیو به وضوح قابل مشاهده بود، اما امروزه درختان روییده در دو طرف جاده خیابان کوپرنیکوکسنکاتو تقریباً آن را از دید پنهان می‌کنند.